# James Remar

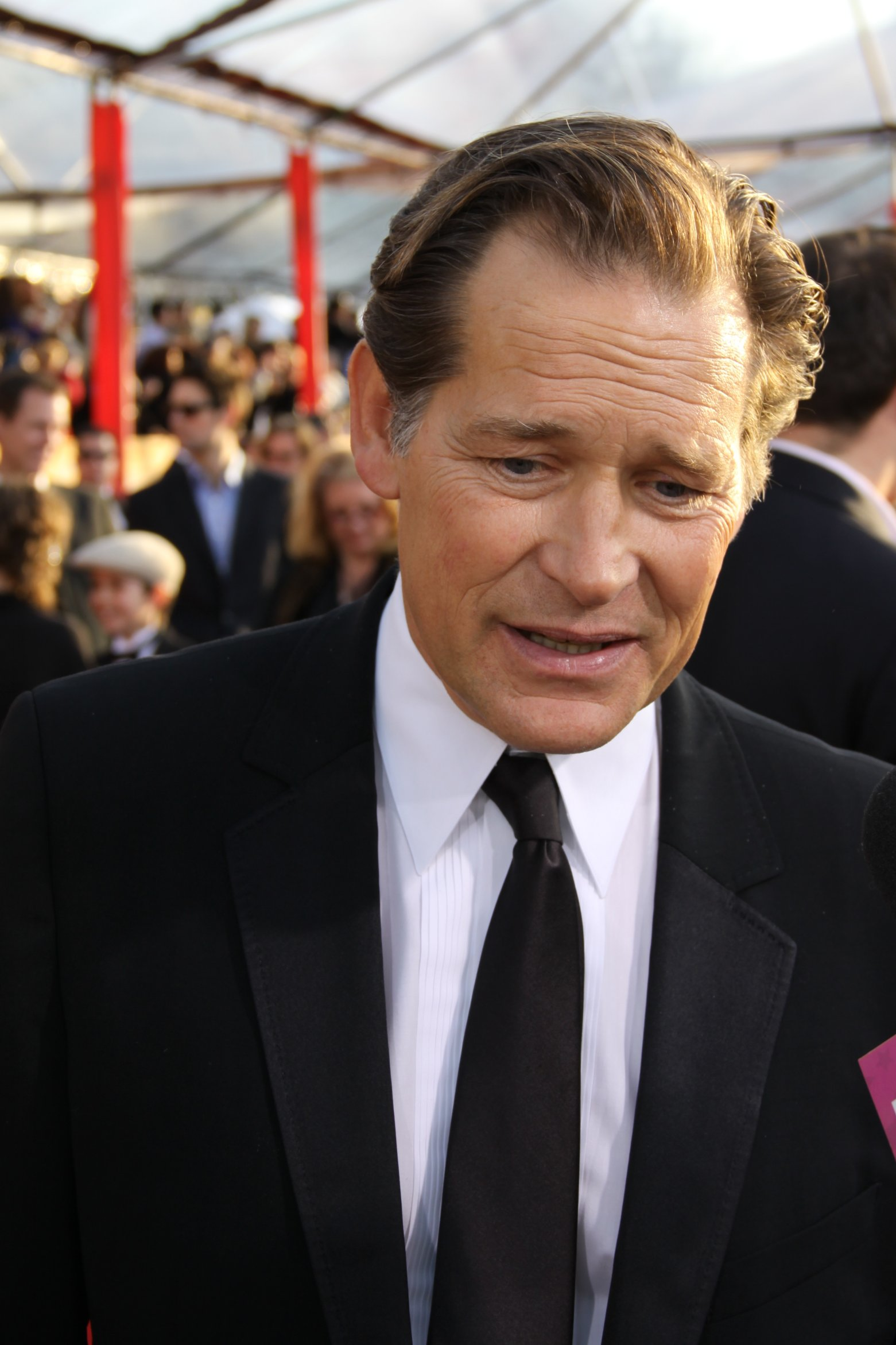
James Remar (Januar 2010)

William James Remar (* 31. Dezember 1953 in Boston, Massachusetts) ist ein US-amerikanischer Schauspieler.

## Biographie
Er spielte bereits in der Schule gern Theater. Mit 20 beschloss er, Schauspieler zu werden und studierte am Neighborhood Playhouse in New York City und spielte gleich im Jahr darauf in einigen Off-Broadway-Stücken und Studentenfilmen. Im Gefängnis-Drama Im Gefängnishof gab er 1978 sein Kinodebüt. Bekanntheit erlangte er in Amerika durch den Kultfilm Die Warriors. Anschließend wurde er zunächst vor allem als Bösewicht besetzt, aber in Filmen wie Zwei Frauen von Carl Schenkel (1989) und in Carl Reiners Crazy Instinct (1993) konnte er eine weitreichendere Bandbreite seines schauspielerischen Könnens zeigen. Remar spielt auch in zahlreichen Fernsehserien mit, darunter auch wiederkehrende Rollen wie als reicher Verführer in Sex and the City und als Adoptivvater des Protagonisten in Dexter. Sein Schaffen umfasst rund 170 Film- und Fernsehproduktionen.
Der Konsum von Drogen wie Haschisch und Heroin kostete Remar seine Rolle als Corporal Hicks in dem Science-Fiction-Film Aliens – Die Rückkehr von 1986. Während der laufenden Dreharbeiten wurde Remar entlassen und durch Schauspieler Michael Biehn ersetzt. Anschließend machte James Remar erfolgreich eine Drogentherapie. Im fertigen Film sind dennoch einige Szenen mit Remar als Corporal Hicks enthalten, jedoch nicht in Nahaufnahme.
Remar ist verheiratet und hat zwei Kinder.
2012 erhielt Remar den Life Career Award bei den Saturn Awards. Zusammen mit dem übrigen Cast der Serie Dexter war er bisher vier Mal bei den Screen Actors Guild Awards nominiert.

## Filmografie (Auswahl)

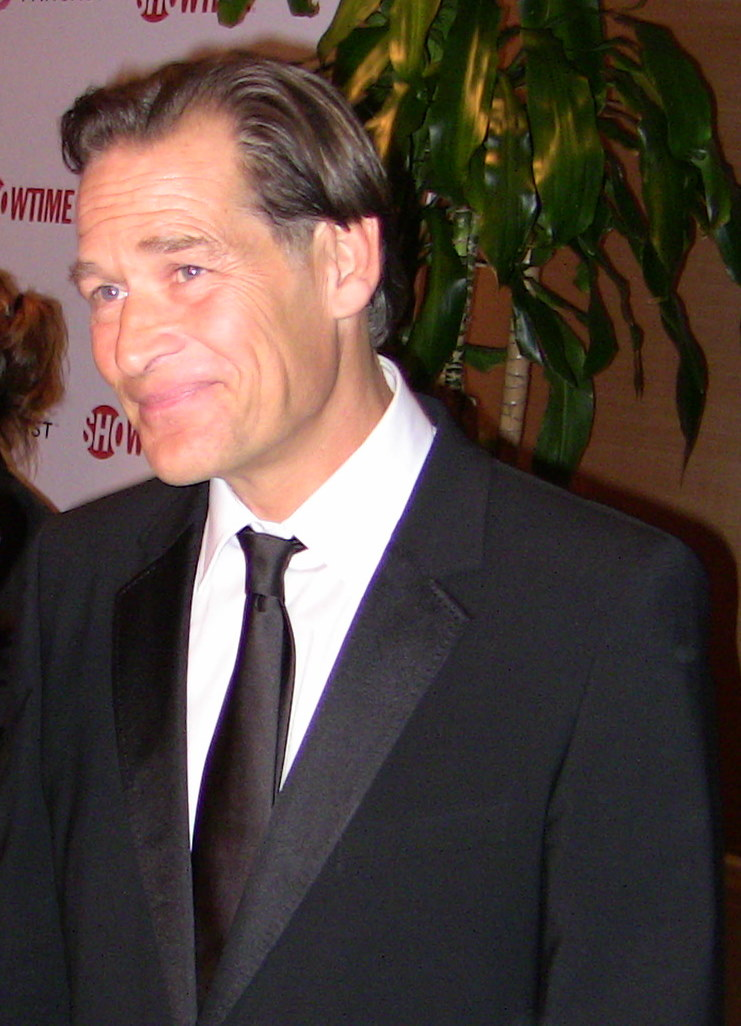
James Remar (Januar 2009)

- 1978: Alptraum hinter Gittern (On the Yard)
- 1979: Die Warriors (The Warriors)
- 1980: Long Riders (The Long Riders)
- 1980: Cruising
- 1980: Das Vermächtnis des Indianers (Windwalker)
- 1982: Nur 48 Stunden (48 Hours)
- 1982: Zwei irre Typen auf heißer Spur (Partners)
- 1984: Cotton Club (The Cotton Club)
- 1985: Ayla und der Clan des Bären (The Clan Of The Cave Bear)
- 1986: Die gnadenlose Clique (Band Of The Hand)
- 1986: Quiet Cool – Die Abrechnung (Quiet Cool)
- 1987: Rent-a-Cop
- 1989: Das Traum-Team (The Dream Team)
- 1989: Drugstore Cowboy
- 1989: Zwei Frauen
- 1990: Geschichten aus der Schattenwelt (Tales From The Darkside: The Movie)
- 1990: Tödlicher Charme (Fatal Charme)
- 1990: Wes Craven’s Night Vision (Night Visions)
- 1991: Wolfsblut (White Fang)
- 1991: Session Man (Kurzfilm)
- 1991: Wedlock
- 1991: Der Zorn der Engel (Fallen Angels)
- 1991: Geschichten aus der Gruft (Tales from the Crypt, Fernsehserie, Folge 3x06)
- 1992: Die Tigerin
- 1992: Der Duft des Todes (Indecency)
- 1993: Crazy Instinct (Fatal Instinct)
- 1993: Blink
- 1994: Across The Moon
- 1994: Mr. Bill (Renaissance Man)
- 1994: Confessions Of A Hit Man
- 1994: Das Wunder von Manhattan (Miracle On 34th Street)
- 1994: Exquisite Tenderness
- 1995: Kaffee, Milch und Zucker (Boys on the Side)
- 1995: Wild Bill
- 1995: Judge Dredd
- 1996: Robo Warriors – Die Schlacht der Kampfgiganten (Robo Warriors)
- 1996: The Quest – Die Herausforderung (The Quest)
- 1996: Das Phantom (The Phantom)
- 1997: Mortal Kombat 2 – Annihilation (Mortal Kombat: Annihilation)
- 1998: Psycho
- 2000: Hellraiser V – Inferno (Hellraiser: Inferno)
- 2000: Schatten der Wahrheit (What Lies Beneath)
- 2000: The Base II – Das Todestribunal (Guilty as Charged, Fernsehfilm)
- 2001–2004: Sex and the City (Fernsehserie, 12 Folgen)
- 2002: The Twilight Zone (Fernsehserie)
- 2003: Betrayal – Der Tod ist ihr Geschäft (Betrayal)
- 2003: Fear X
- 2003: Der Appartement Schreck (Duplex)
- 2003: 2 Fast 2 Furious
- 2004: Blade: Trinity
- 2004: The Girl Next Door
- 2005: Battlestar Galactica (Fernsehserie, 2 Folgen)
- 2006: CSI: Miami (Fernsehserie)
- 2006–2007: Jericho – Der Anschlag (Jericho, Fernsehserie, 6 Folgen)
- 2006–2013: Dexter (Fernsehserie, 68 Folgen)
- 2007: Sharpshooter – Der letzte Auftrag (Sharpshooter)
- 2007: Ratatouille (Stimme)
- 2008: Ananas Express
- 2009: Criminal Minds (Folge 4x17)
- 2009: The Unborn
- 2009: Vampire Diaries (Fernsehserie)
- 2010: R.E.D. – Älter, Härter, Besser (RED – Retired. Extremely Dangerous)
- 2011: Arena
- 2011: X-Men: Erste Entscheidung (X-Men: First Class)
- 2011: Transformers 3 (Transformers: Dark of the Moon, Stimme)
- 2011: Set Up
- 2011: Hawaii Five-0 (Fernsehserie, Folge 1x23)
- 2012: Django Unchained
- 2013: Horns
- 2013–2014: Wilfred (Fernsehserie, 5 Folgen)
- 2013–2014: Grey’s Anatomy (Fernsehserie, 6 Folgen)
- 2014: Verfolgt (Persecuted)
- 2014–2015: State of Affairs (Fernsehserie, 9 Folgen)
- 2015: Die Tochter des Teufels (February)
- 2016: USS Indianapolis: Men of Courage
- 2016: The Shannara Chronicles (Fernsehserie, 7 Folgen)
- 2016: Motive (Fernsehserie, Folge 4x13)
- 2017: The Path (Fernsehserie, 8 Folgen)
- 2017: Gotham (Fernsehserie, 3 Folgen)
- 2018: Speed Kills
- 2018–2019, 2023: Magnum P.I. (Fernsehserie, 6 Folgen)
- 2018–2021: Black Lightning (Fernsehserie)
- 2019: Animal Kingdom (Fernsehserie, 4 Folgen)
- 2019: City on a Hill (Fernsehserie, 5 Folgen)
- 2019: Once Upon a Time in Hollywood
- 2021: The Rookie (Fernsehserie, Folge 4x09)
- 2022: The Noel Diary
- 2023: Oppenheimer
- 2024: Megalopolis
- 2025: Dexter: Wiedererwachen (Dexter: Resurrection, Fernsehserie)